# Busserotte-et-Montenaille
Busserotte-et-Montenaille est une commune française située dans le département de la Côte-d'Or, en région Bourgogne-Franche-Comté.

## Géographie

### Climat
Pour des articles plus généraux, voir Climat de la Bourgogne-Franche-Comté et Climat de la Côte-d'Or.
En 2010, le climat de la commune est de type climat des marges montargnardes, selon une étude du Centre national de la recherche scientifique s'appuyant sur une série de données couvrant la période 1971-2000. En 2020, Météo-France publie une typologie des climats de la France métropolitaine dans laquelle la commune est exposée à un climat océanique altéré et est dans la région climatique  Lorraine, plateau de Langres, Morvan, caractérisée par un hiver rude (1,5 °C), des vents modérés et des brouillards fréquents en automne et hiver. 
Pour la période 1971-2000, la température annuelle moyenne est de 10 °C, avec une amplitude thermique annuelle de 17,1 °C. Le cumul annuel moyen de précipitations est de 946 mm, avec 12,6 jours de précipitations en janvier et 8,9 jours en juillet. Pour la période 1991-2020, la température moyenne annuelle observée sur la station météorologique de Météo-France la plus proche, « Bure Les Templiers_sapc », sur la commune de Bure-les-Templiers à 10 km à vol d'oiseau, est de 10,7 °C et le cumul annuel moyen de précipitations est de 898,2 mm,. Pour l'avenir, les paramètres climatiques de la commune estimés pour 2050 selon différents scénarios d'émission de gaz à effet de serre sont consultables sur un site dédié publié par Météo-France en novembre 2022.

## Urbanisme

### Typologie
Au 1er janvier 2024, Busserotte-et-Montenaille est catégorisée commune rurale à habitat très dispersé, selon la nouvelle grille communale de densité à 7 niveaux définie par l'Insee en 2022.
Elle est située hors unité urbaine. Par ailleurs la commune fait partie de l'aire d'attraction de Dijon, dont elle est une commune de la couronne,. Cette aire, qui regroupe 333 communes, est catégorisée dans les aires de 200 000 à moins de 700 000 habitants,.

### Occupation des sols
L'occupation des sols de la commune, telle qu'elle ressort de la base de données européenne d’occupation biophysique des sols Corine Land Cover (CLC), est marquée par l'importance des territoires agricoles (78,5 % en 2018), une proportion identique à celle de 1990 (78,5 %). La répartition détaillée en 2018 est la suivante : terres arables (54,4 %), forêts (21,5 %), prairies (18,1 %), zones agricoles hétérogènes (6 %). L'évolution de l’occupation des sols de la commune et de ses infrastructures peut être observée sur les différentes représentations cartographiques du territoire : la carte de Cassini (XVIIIe siècle), la carte d'état-major (1820-1866) et les cartes ou photos aériennes de l'IGN pour la période actuelle (1950 à aujourd'hui).

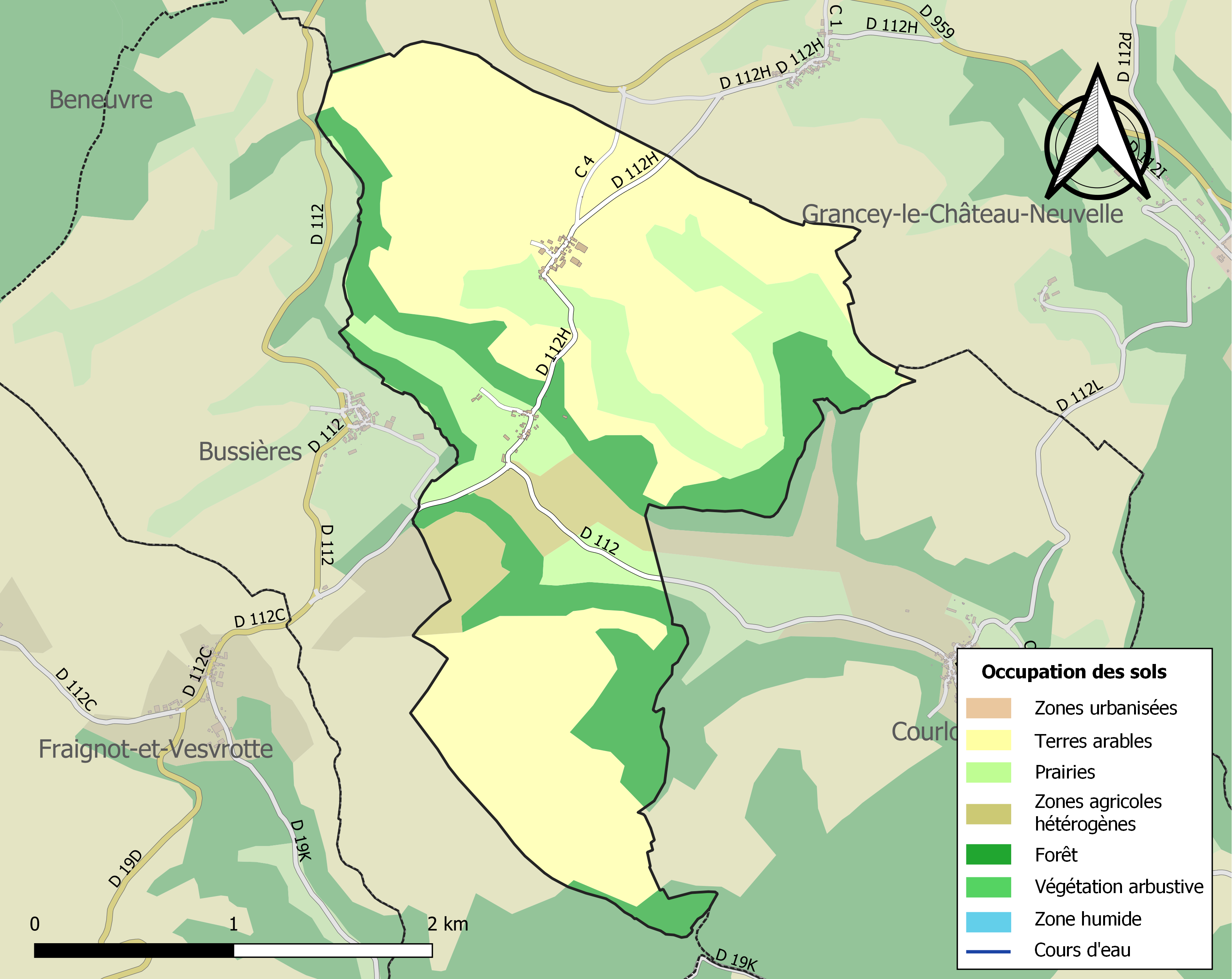
Carte des infrastructures et de l'occupation des sols de la commune en 2018 (CLC).

## Histoire
De toute origine, ces deux villages dépendaient de la seigneurie de Grancey (aujourd'hui Grancey-le-Château).
Montenaille est donné à titre d'aumône aux Templiers de Bure en 1132, et fait retour en 1312, avec l'extinction de l'Ordre, à la maison de Grancey. Il y avait à Montenaille un hospital.
Busserotte jusqu'au XIVe siècle appartient à la seigneurie de Courlon, elle-même en fief de Grancey (Grancey-le-Château). Les revenus d'une partie du village, dont le moulin seront donnés, à titre d'aumône, aux chanoines de la collégiale Saint-Jean-l'Évangéliste de Grancey vers 1365. Cette possession sera l'objet au fil des années de plusieurs échanges entre les chanoines et les seigneurs de Grancey. Ces derniers s'étant toujours réservé le droit de justice. Puis le moulin est vendu comme bien national en 1791.
Si le cadastre de 1830 donne l'emplacement de deux moulins à Busserotte, des textes datant de 1333 en mentionnent déjà un. Un plan de 1857 nous signale, en plus de ces deux moulins, la présence d'un battoir à blé, d'un moulin à plâtre et d'un four à plâtre.

## Politique et administration
| Période                                  | Période    | Identité           | Étiquette | Qualité                        |
| ---------------------------------------- | ---------- | ------------------ | --------- | ------------------------------ |
| 25 pluviose An 13                        |            | M. Darantière      |           |                                |
| 1771                                     |            | Antoine Darantière |           |                                |
| 1849                                     |            | M. Morizot         |           |                                |
| 1863                                     |            | M. Demongeot       |           |                                |
|                                          | 31/07/1912 | Toussaint Humbert  |           |                                |
| 1912                                     | après 1936 | Louis Sirurguet    |           |                                |
|                                          |            | R. Bratigny        |           |                                |
| 1986                                     |            | Paul Munier        |           | Agriculteur                    |
| 1992                                     |            | Roger Lhomme       |           | Général de Brigade Aérienne CR |
| 1996                                     | en cours   | Jean-Marie Mugnier |           | Agriculteur                    |
| Les données manquantes sont à compléter. |            |                    |           |                                |

## Démographie
L'évolution du nombre d'habitants est connue à travers les recensements de la population effectués dans la commune depuis 1793. Pour les communes de moins de 10 000 habitants, une enquête de recensement portant sur toute la population est réalisée tous les cinq ans, les populations de référence des années intermédiaires étant quant à elles estimées par interpolation ou extrapolation. Pour la commune, le premier recensement exhaustif entrant dans le cadre du nouveau dispositif a été réalisé en 2006.

En 2022, la commune comptait 33 habitants, en évolution de +32 % par rapport à 2016 (Côte-d'Or : +0,82 %, France hors Mayotte : +2,11 %).
| 1793 | 1800 | 1806 | 1821 | 1831 | 1836 | 1841 | 1846 | 1851 |
| ---- | ---- | ---- | ---- | ---- | ---- | ---- | ---- | ---- |
| 183  | 181  | 173  | 133  | 131  | 130  | 131  | 99   | 99   |

| 1856 | 1861 | 1866 | 1872 | 1876 | 1881 | 1886 | 1891 | 1896 |
| ---- | ---- | ---- | ---- | ---- | ---- | ---- | ---- | ---- |
| 100  | 107  | 100  | 89   | 66   | 130  | 71   | 76   | 66   |

| 1901 | 1906 | 1911 | 1921 | 1926 | 1931 | 1936 | 1946 | 1954 |
| ---- | ---- | ---- | ---- | ---- | ---- | ---- | ---- | ---- |
| 71   | 63   | 68   | 55   | 48   | 51   | 45   | 38   | 39   |

| 1962 | 1968 | 1975 | 1982 | 1990 | 1999 | 2006 | 2011 | 2016 |
| ---- | ---- | ---- | ---- | ---- | ---- | ---- | ---- | ---- |
| 39   | 46   | 39   | 35   | 33   | 30   | 30   | 33   | 25   |

| 2021 | 2022 | - | - | - | - | - | - | - |
| ---- | ---- | - | - | - | - | - | - | - |
| 29   | 33   | - | - | - | - | - | - | - |

Le recensement de 1793 (ADCO) compte 117 personnes : 57 à Montenaille et 60 à Busserotte.

## Culture locale et patrimoine

### Lieux et monuments
L'église Saint-Ambroise
Sa partie la plus ancienne date du XIIIe siècle. Cette chapelle est implantée sur les flancs d’un coteau escarpé dominant Busserotte. Elle est placée sous le vocable de Saint Ambroise (340–397, archevêque de Milan).
Cette église possède un campanile à double arcade qui surplombe l'arc triomphal. Il est depuis le XVe siècle protégé par un toit de merrain.
La chapelle se compose de quatre parties :
- Le narthex, éclairé à droite par deux baies géminées en plein cintre, est l'endroit ou traditionnellement on enterrait les enfants morts sans baptême.
- La nef possède des ouvertures uniquement à droite, quatre fenêtres étroites et cintrées aux arêtes extérieures chanfreinées. A remarquer une litre sur les murs extérieurs.
- Le chœur, dont la voûte en plein cintre est éclairée par une fenêtre à linteau triangulaire. On y trouve une peinture présentant un dais avec tentures en trompe-l'œil et plusieurs inscriptions. Autour du médaillon : « JM/AP/FJMH/1771 et 1853 » ; Sur le mur nord : « Si l'amour de Marie dans ton cœur est gravé en passant n'oublie pas de lui dire un Avé » ; Sur le mur sud : « Loué soit à jamais le très saint sacrement de l'autel ». Au-dessus de l’autel on trouve deux angelots en bois doré. Le maître autel et les boiseries latérales sont du XVIIe siècle.
- La chapelle seigneuriale Sainte-Catherine où se trouvent des peintures murales que l'on devine encore. Elles représentent la crucifixion et les apôtres sur un fond de paysage.

Le donateur de cette fresque pourrait être le personnage qui apparaît en costume du XVIIe siècle. Peut-être le seigneur de Bussières.
Monument aux morts.
Deux plaques commémoratives, l'une à la mairie et la seconde à l'église, pour ses disparus de 1914-1918 : Irénée Sirurguet (21 ans) et Paul Guenin (31 ans).
Commanderie des Templiers (propriété privée, ne se visite pas).
La Pierre Croisée.
La niche-oratoire de la Vierge de Pitié.

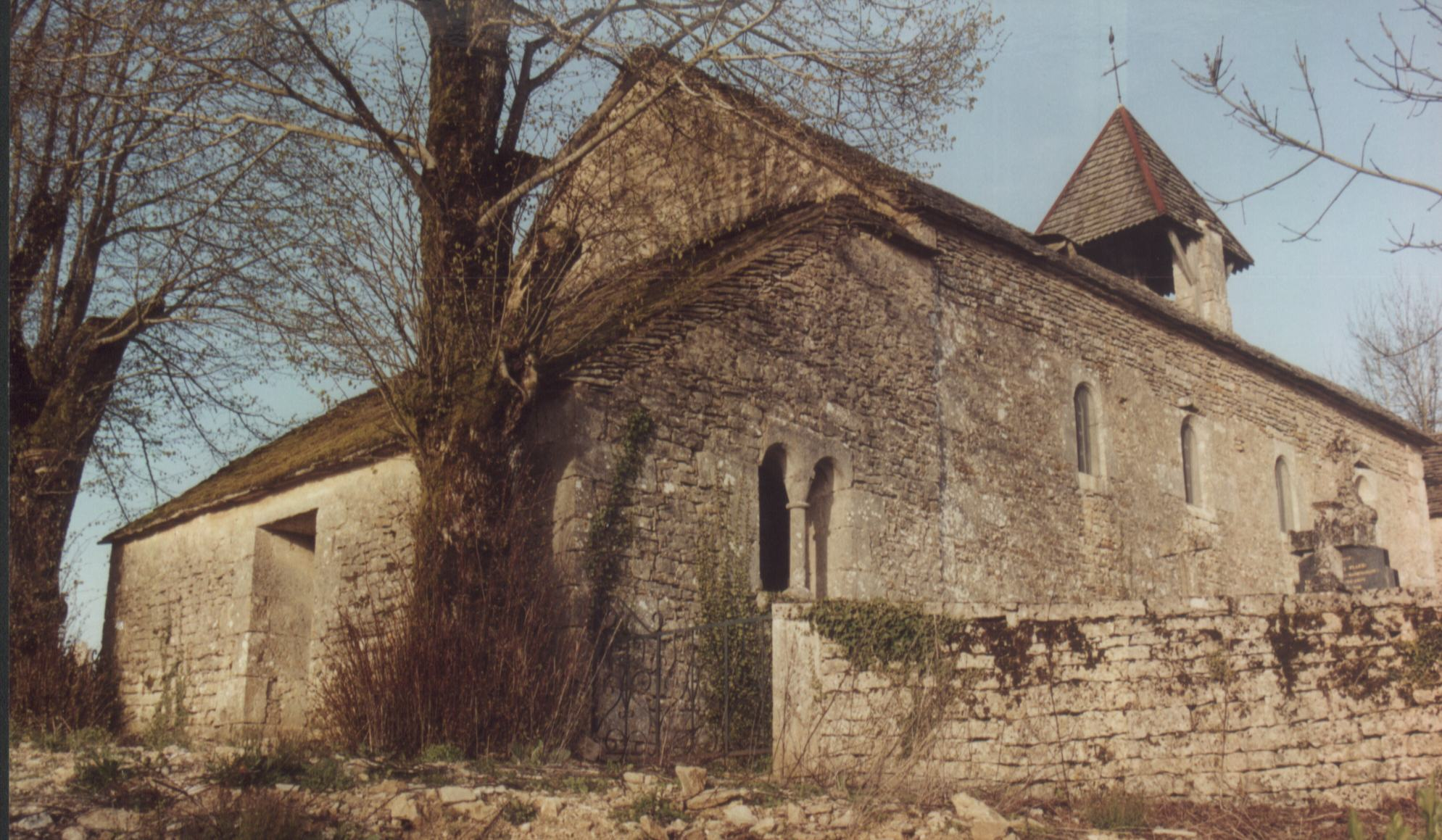
L'église Saint-Ambroise.
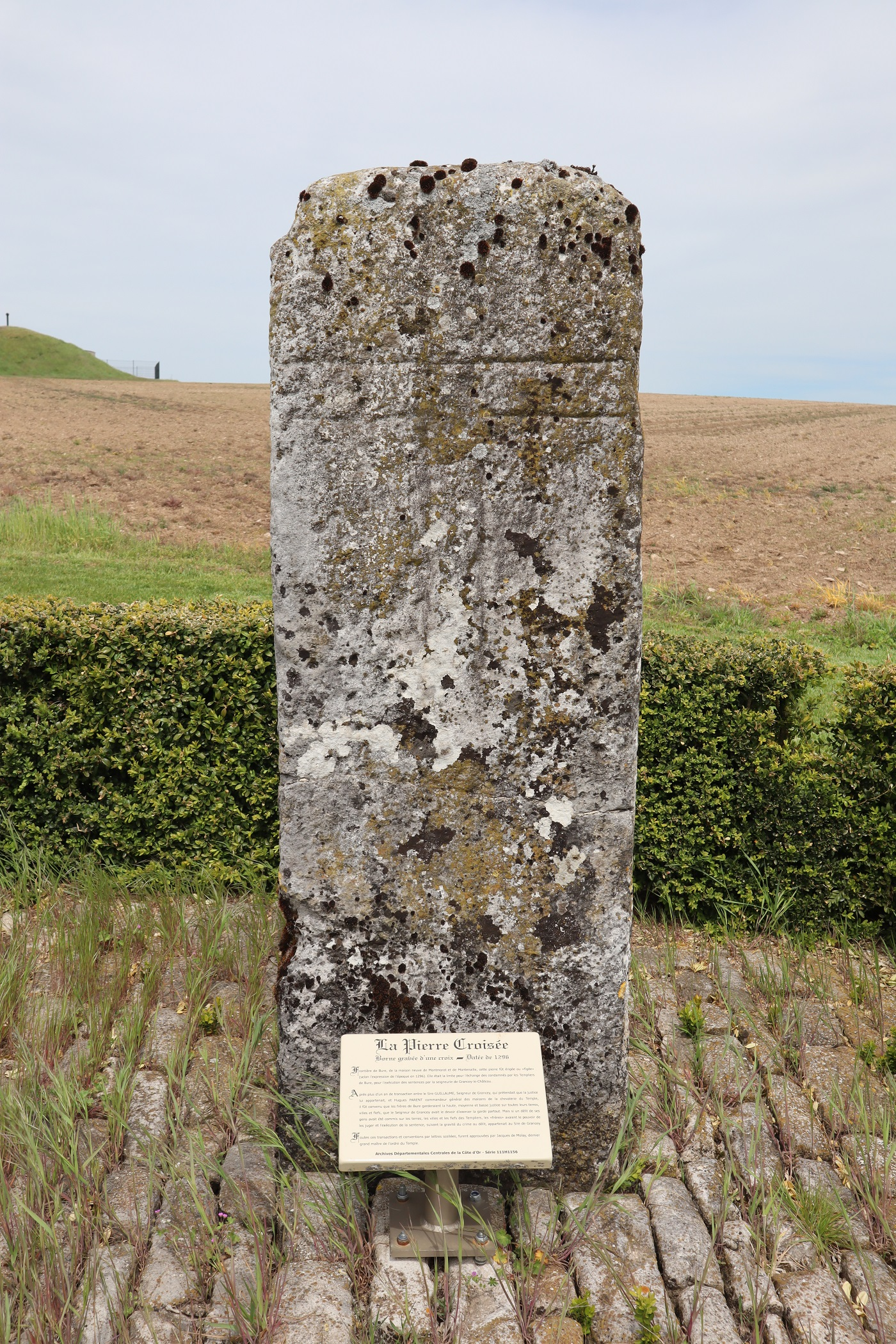
La Pierre Croisée.
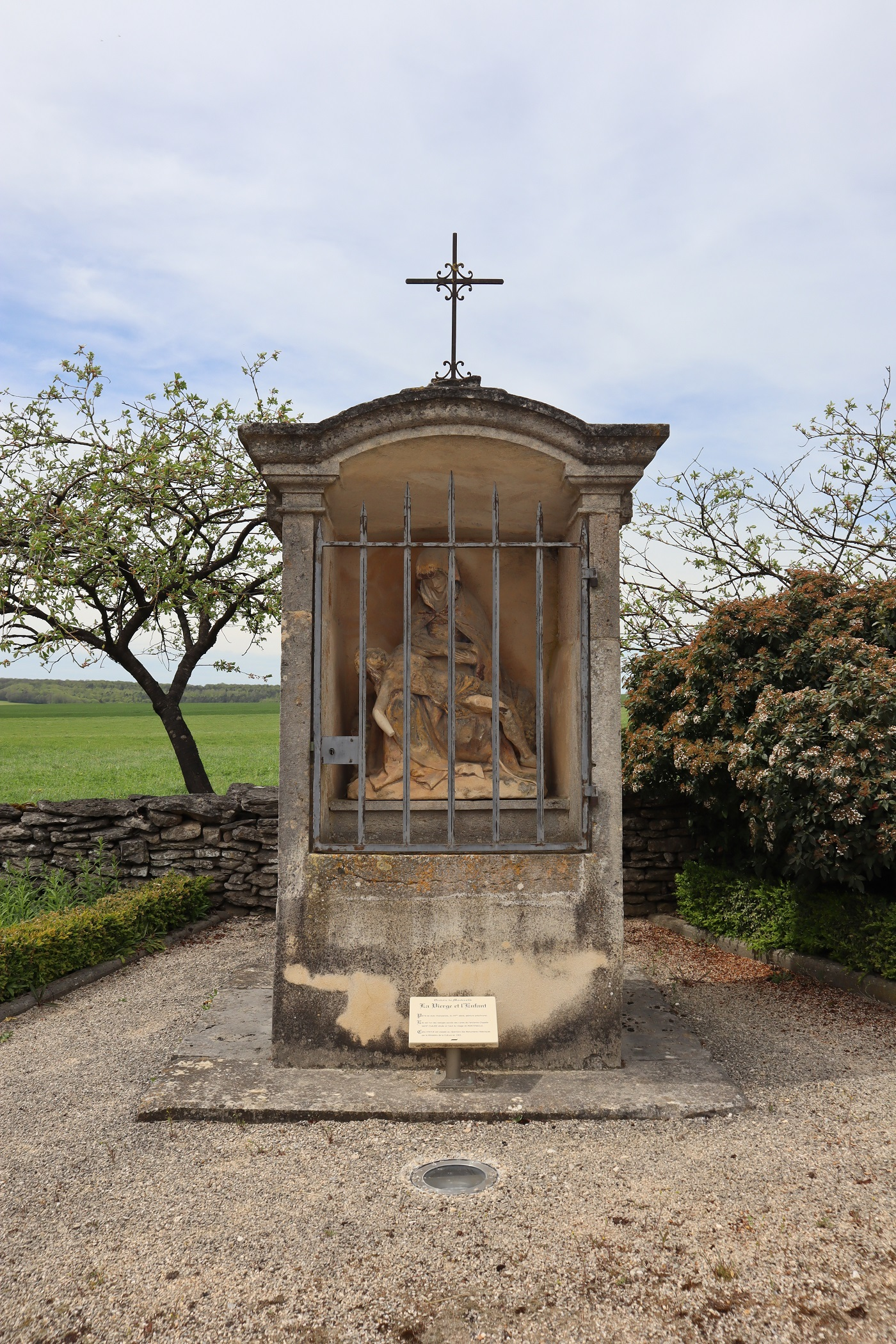
Niche-oratoire de la Vierge de Pitié.

### Surnom et sobriquet
Busserotte, « Lé cul de singe », nom vulgaire des nèfles. 
Il faut peut-être y voir aussi un moyen de traiter les habitants de Busserotte de « pas grand-chose » ?
Montenaille, « les éventai », encore un terme de mépris qui désignait autrefois les couples stériles à moins que ce sobriquet ne vienne de la situation du village qui est exposé à tous les vents.